# Daphni

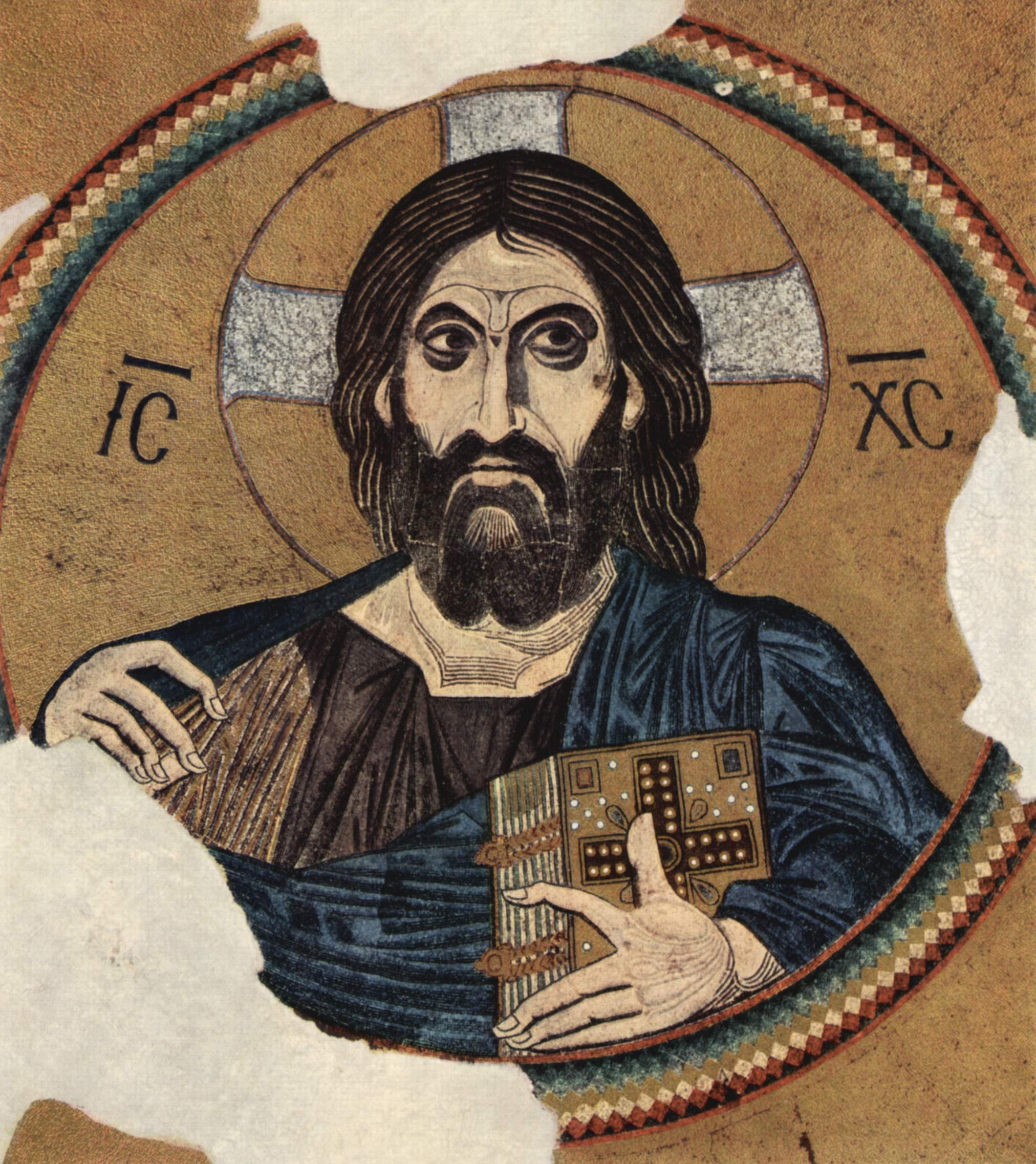
Pantokrator, Kristus som allhärskare, tronande i kupolen i Daphni.

Daphni är ett kloster och klosterkyrka mellan Aten och Eleusis i Grekland. Det uppfördes i mitten av 1000-talet.
De tretton mosaikkompositionerna i kyrkan som utfördes omkring 1100 är några av den klassiska bysantinska konstens främsta verk. Pantokrator i kupolen tillhör dess mest centrala verk.